# Liste des souverains de Castille
Cet article donne la liste des souverains de la couronne de León et puis de Castille, qui regroupait principalement les royaumes de Castille et de León. On relie également les souverains du royaume des Asturies.

## Présentation
D'autres royaumes sont considérés comme relevant de la couronne de Castille :
- le royaume de Galice, très rapidement lié au royaume de León.
- des royaumes initialement Catholique, qui furent conquis et dont le titre fut ajouté à celui de roi de Castille. Ce sont les royaumes de Tolède (conquis en 1085), de Cordoue (conquis en 1236), de Jaén (conquis en 1246), de Séville (conquis en 1248) et de Murcie (conquis en 1266).

Au lendemain de l'invasion de la péninsule Ibérique par les troupes arabo-imazighennes musulmanes, des nobles chrétiens wisigoths refusèrent la domination musulmane et fondèrent le royaume des Asturies en 718. La capitale fut fixée à Oviedo vers 800, puis à León en 914, d'où les noms successifs du royaume.
La Castille fut d'abord un comté vassal du León, avant de recevoir la dignité royale en 1035.
En 1037, le roi Ferdinand Ier de Castille hérita du royaume de Léon et unit les deux royaumes, mais il arriva, au gré des héritages, que ceux-ci soient séparés.

## Armoiries
Les armes des royaumes de León et de Castille sont des armes parlantes, le lion faisant allusion au León et le château (castellum) à la Castille. Les rois de León ont d'abord prit des armes au lion de pourpre, puis ont remplacé la pourpre par le gueules. C'est Ferdinand III, roi de Castille et de León, qui associe les armes des deux royaumes, produisant le premier écartelé.
|  |  |  |  |  |  |

## Monarques

### Rois des Asturies (718-910)
| N° | Portrait | Nom                  | Règne         | Règne           | Dynastie        | Notes                                                                                          |
| N° | Portrait | Nom                  | Début         | Fin             | Dynastie        | Notes                                                                                          |
| -- | -------- | -------------------- | ------------- | --------------- | --------------- | ---------------------------------------------------------------------------------------------- |
| 1  |          | Pélage le Conquérant | 718           | 737             |                 | Fonde le royaume des Asturies à la suite de plusieurs victoires contre les berbères.           |
| 2  |          | Favila               | 737           | 739             |                 | Fils de Pélage le Conquérant.                                                                  |
| 3  |          | Alphonse Ier         | 739           | 757             | Asturo-léonaise | Beau-frère de Favila et beau-fils de Pélage le Conquérant.                                     |
| 4  |          | Fruela Ier           | 757           | 768             | Asturo-léonaise | Fils d'Alphonse Ier.                                                                           |
| 5  |          | Aurelio              | 768           | 774             | Asturo-léonaise | Neveu d'Alphonse Ier.                                                                          |
| 6  |          | Silo                 | 774           | 783             | Asturo-léonaise | Gendre d'Alphonse Ier.                                                                         |
| 7  |          | Mauregat             | 783           | 788             | Asturo-léonaise | Fils d'Alphonse Ier.                                                                           |
| 8  |          | Bermude Ier          | 788           | 791             | Asturo-léonaise | Neveu d'Alphonse Ier et frère d'Aurelio.                                                       |
| 9  |          | Alphonse II          | 791           | 842             | Asturo-léonaise | Fils de Fruela Ier.                                                                            |
| 10 |          | Ramire Ier           | 842           | 1 février 850   | Asturo-léonaise | Fils de Bermude Ier. Division du royaume entre le royaume de Asturies et le comté de Castille. |
| 11 |          | Ordoño Ier           | 1 février 850 | 27 mai 866      | Asturo-léonaise | Fils de Ramire Ier.                                                                            |
| 12 |          | Alphonse III         | 27 mai 866    | 20 décembre 910 | Asturo-léonaise | Fils d'Ordoño Ier.                                                                             |

### Roi de León (910-1037)
À la mort d'Alphonse III, le royaume des Asturies est divisé entre ses trois fils:
- Royaume de León: García Ier
- Royaume de Galice: Ordoño II
- Royaume des Asturies: Fruela II

Cependant les rois sont morts les uns après les autres et ils seront donc tous rois de León.
| N°  | Portrait | Nom         | Règne           | Règne           | Notes           | Dynastie                                                                                                 |
| N°  | Portrait | Nom         | Début           | Fin             | Notes           | Dynastie                                                                                                 |
| --- | -------- | ----------- | --------------- | --------------- | --------------- | --- |
| 1   |          | García Ier  | 20 décembre 910 | 19 mars 914     | Asturo-léonaise | Fils d'Alphonse III. Il hérite du royaume de León.                                                       |
| 2   |          | Ordoño II   | 19 mars 914     | juin 924        | Asturo-léonaise | Fils d'Alphonse III. Il hérite du royaume de Galice avant de devenir roi de León à la mort de son frère. |
| 3   |          | Fruela II   | juin 924        | août 925        | Asturo-léonaise | Fils d'Alphonse III.                                                                                     |
| 4   |          | Alphonse IV | 926             | 931             | Asturo-léonaise | Fils d'Ordoño II.                                                                                        |
| 5   |          | Ramire II   | 931             | 5 janvier 951   | Asturo-léonaise | Fils d'Ordoño II.                                                                                        |
| 6   |          | Ordoño III  | 5 janvier 951   | 956             | Asturo-léonaise | Fils de Ramire II.                                                                                       |
| 7   |          | Sanche Ier  | 956             | 958             | Asturo-léonaise | Fils de Ramire II. Premier règne.                                                                        |
| 8   |          | Ordoño IV   | 958             | 960             | Asturo-léonaise | Fils d'Alphonse IV.                                                                                      |
| (7) |          | Sanche Ier  | 960             | 19 décembre 966 | Asturo-léonaise | Second règne.                                                                                            |
| 8   |          | Ramire III  | 19 décembre 966 | 985             | Asturo-léonaise | Fils de Sanche Ier. Régence de Thérèse Ansúrez entre 966 et 985.                                         |
| 9   |          | Bermude II  | 985             | 4 septembre 999 | Asturo-léonaise | Fils d'Ordoño III.                                                                                       |
| 10  |          | Alphonse V  | 4 septembre 999 | 7 août 1028     | Asturo-léonaise | Fils de Bermude II. Régence d'Elvire de Castille entre 999 et 1017.                                      |
| 11  |          | Bermude III | 7 août 1028     | 30 août 1037    | Asturo-léonaise | Fils d'Alphonse V. Régence d'Urraca de Navarre entre 1028 et 1031.                                       |

### Comte de Castille (850-1037)
Les comtes de Castille ne sont pas compris dans la numérotation des souverains de Castille et donc indirectement des rois d'Espagne.
| N°  | Portrait | Nom                | Règne         | Règne          | Notes |
| N°  | Portrait | Nom                | Début         | Fin            | Notes |
| --- | -------- | ------------------ | ------------- | -------------- | --- |
| 1   |          | Rodrigue           | 1 février 850 | 5 octobre 873  | Fils de Ramire Ier . A sa mort, le roi Ramire Ier divise son royaume entre ses deux fils. Rodrigue devient alors comte de Castille.                                            |
| 2   |          | Diego              | 5 octobre 873 | 31 janvier 885 | Fils de Rodrigue. |
| 3   |          | Munio Núñez        | 899           | 901            | Beau-frère de Diego. Premier règne. |
| 4   |          | Gonzalo Téllez     | 901           | 904            | |
| (3) |          | Munio Núñez        | 904           | 909            | Second règne. |
| 5   |          | Gonzalo Fernández  | 909           | 915            | Neveu de Diego et petit fils de Munio Núñez. |
| 6   |          | Fernando Ansúrez   | 916           | 920            | Premier règne. |
| 7   |          | Nuño Fernández     | 920           | 926            | |
| (6) |          | Fernando Ansúrez   | 926           | 929            | Second règne. |
| 8   |          | Gutier Núñez       | 929           | 931            | Fils de Nuño Fernández. |
| 9   |          | Ferdinand González | 931           | 944            | Fils de Gonzalo Fernández. Premier règne. |
| 10  |          | Ansur Fernández    | 944           | 945            | Fils de Fernando Ansúrez |
| (9) |          | Ferdinand González | 945           | vers 969       | Second règne. |
| 11  |          | García Ier         | 970           | 995            | Fils de Ferdinand González. |
| 12  |          | Sanche Ier         | 995           | 1017           | Fils de García Ier. |
| 13  |          | García II          | 1017          | 13 mai 1029    | Fils de Sanche Ier. |
| 14  |          | Ferdinand Ier      | 13 mai 1029   | 30 août 1037   | Petit fils de Garcia II Change de titre à son arrivée au pouvoir, il devient Roi de Castille. En 1037, il gagne une bataille contre Bermude III et fusionne les deux royaumes. |

### Royaume de Castille et de León (1037-1157)
| N° | Portrait | Nom           | Règne            | Règne            | Dynastie | Notes |
| N° | Portrait | Nom           | Début            | Fin              | Dynastie | Notes |
| -- | -------- | ------------- | ---------------- | ---------------- | -------- | --- |
| 1  |          | Ferdinand Ier | 30 août 1037     | 27 décembre 1065 | Jiménez  | Union des royaumes à la suite de sa victoire sur le roi de León Bermude III. À sa mort son royaume est divisé entre ses trois fils.                     |
| 2  |          | García II     | 27 décembre 1065 | 1071             | Jiménez  | Fils de Ferdinand Ier. Il hérite du royaume de Galice. Il est déchu par son frère Sanche II.                                                            |
| 3  |          | Sanche II     | 27 décembre 1065 | 7 octobre 1072   | Jiménez  | Fils de Ferdinand Ier. Il hérite du royaume de Castille. Il récupère le royaume de García II en 1071. Il est également déchu par son frère Alphonse VI. |
| 4  |          | Alphonse VI   | 27 décembre 1065 | 1 juillet 1109   | Jiménez  | Fils de Ferdinand Ier. Il hérite du royaume de León et fusionne les royaumes en 1072 à la suite d'une victoire sur son frère Sanche II.                 |
| 5  |          | Urraque Ire   | 1 juillet 1109   | 8 mars 1126      | Jiménez  | Fille d'Alphonse VI. Première femme à régner (hors régence).                                                                                            |
| 6  |          | Alphonse VII  | 8 mars 1126      | 21 août 1157     | Ivrée    | Fils d'Urraque Ire. |

### Partage du royaume (1157-1230)
A la mort d'Alphonse VII, le royaume est divisé entre ses deux fils. Les deux branches sont toutes deux comprises dans la numérotation dans la liste des souverains de Castille.

#### Royaumes de León et de Galice
| N° | Portrait | Nom          | Règne           | Règne             | Dynastie | Notes |
| N° | Portrait | Nom          | Début           | Fin               | Dynastie | Notes |
| -- | -------- | ------------ | --------------- | ----------------- | -------- | --- |
| 1  |          | Ferdinand II | 21 août 1157    | 22 janvier 1188   | Ivrée    | Fils d'Alphonse VII. Il hérite des royaumes de León et Galice.                                                                                         |
| 2  |          | Alphonse IX  | 22 janvier 1188 | 24 septembre 1230 | Ivrée    | Fils de Ferdinand II. A sa mort, son fils Ferdinand III lui succède et réunit les royaumes car il était déjà roi de Castille et de Tolède depuis 1217. |

#### Royaume de Castille et de Tolède
| N° | Portrait | Nom           | Règne          | Règne             | Dynastie | Notes |
| N° | Portrait | Nom           | Début          | Fin               | Dynastie | Notes |
| -- | -------- | ------------- | -------------- | ----------------- | -------- | --- |
| 1  |          | Sanche III    | 21 août 1157   | 31 août 1158      | Ivrée    | Fils d'Alphonse VII. Il hérite des royaumes de Castille et de Tolède. |
| 2  |          | Alphonse VIII | 31 août 1158   | 5 octobre 1214    | Ivrée    | Fils de Sanche III. |
| 3  |          | Henri Ier     | 5 octobre 1214 | 6 juin 1217       | Ivrée    | Fils d'Alphonse VIII. Régence de Bérengère de Castille jusqu'à sa majorité. |
| 4  |          | Bérengère Ire | 6 juin 1217    | 31 août 1217      | Ivrée    | Fille d'Alphonse VIII, sœur d'Henri Ier et femme d'Alphonse IX. |
| 5  |          | Ferdinand III | 31 août 1217   | 24 septembre 1230 | Ivrée    | Fils d'Alphonse IX et de Bérengère Ire. Devient aussi roi de León et de Galice à la mort de son père en 1230. Il fusionne les Cortes des royaumes de Castille et de León, les entités sous sa souveraineté formant dès lors la couronne de Castille. |

### Union des royaumes (1230-1716)

#### Couronne de Castille (1230-1479)
| N° | Portrait | Nom           | Règne             | Règne            | Dynastie   | Notes |
| N° | Portrait | Nom           | Début             | Fin              | Dynastie   | Notes |
| -- | -------- | ------------- | ----------------- | ---------------- | ---------- | --- |
| 1  |          | Ferdinand III | 24 septembre 1230 | 31 mai 1252      | Ivrée      | |
| 2  |          | Alphonse X    | 31 mai 1252       | 4 avril 1284     | Ivrée      | Fils de Ferdinand III. |
| 3  |          | Sanche IV     | 4 avril 1284      | 25 avril 1295    | Ivrée      | Fils d'Alphonse X. |
| 4  |          | Ferdinand IV  | 25 avril 1295     | 7 septembre 1312 | Ivrée      | Fils de Sanche IV. Régence de Marie de Molina entre 1295 et 1301. |
| 5  |          | Alphonse XI   | 7 septembre 1312  | 26 mars 1350     | Ivrée      | Fils de Ferdinand IV. Régence avant sa majorité. |
| 6  |          | Pierre Ier    | 26 mars 1350      | 23 mars 1369     | Ivrée      | Fils d'Alphonse XI. Surnommé « le Cruel » par ses détracteurs, il doit faire face à plusieurs rébellions de son demi-frère Henri. Allié à Édouard III d'Angleterre, il est brièvement chassé du trône par Henri en 1366, mais le bat un an plus tard à Nájera avec l'aide des Anglais. De nouveau défait et capturé à Montiel en 1369, il est assassiné lors d'une entrevue avec son frère. |
| 7  |          | Henri II      | 23 mars 1369      | 29 mai 1379      | Trastamare | Fils illégitime d'Alphonse XI. Fait comte de Trastamare par son père. Il obtient le soutien de Charles V de France dans ses campagnes de 1366 et 1369 contre Pierre. Il fonde la maison de Trastamare, branche cadette de la maison d'Ivrée. |
| 8  |          | Jean Ier      | 29 mai 1379       | 9 octobre 1390   | Trastamare | Fils d'Henri II. |
| 9  |          | Henri III     | 9 octobre 1390    | 25 décembre 1406 | Trastamare | Fils de Jean Ier. |
| 10 |          | Jean II       | 25 décembre 1406  | 20 juillet 1454  | Trastamare | Fils d'Henri III. Régence de Ferdinand Ier d'Aragon entre 1406 et 1410. |
| 11 |          | Henri IV      | 20 juillet 1454   | 11 décembre 1474 | Trastamare | Fils de Jean II. |

#### Union personnelle avec la Couronne d'Aragon (1479-1716)
Avec le mariage d'Isabelle et Ferdinand en 1469 et leurs avènements respectifs en Castille (1474) et en Aragon (1479), les couronnes de Castille et d'Aragon forment une union personnelle qui se poursuit avec leur descendance. Les royaumes et dépendances qui la composent gardent leur souveraineté et leurs institutions propres tout en poursuivant une politique dynastique commune sur la scène diplomatique. C'est pourquoi, bien que le terme soit impropre, on peut de facto parler de « rois d'Espagne » ou « des Espagnes » pour désigner les monarques des deux couronnes à partir de Charles Quint, la seconde appellation rappelant le caractère pluriel leurs possessions ibériques.
| N° | Portrait | Nom          | Règne             | Règne             | Dynastie   | Notes |
| N° | Portrait | Nom          | Début             | Fin               | Dynastie   | Notes |
| -- | -------- | ------------ | ----------------- | ----------------- | ---------- | --- |
| 12 |          | Isabelle Ire | 11 décembre 1474  | 26 novembre 1504  | Trastamare | Fille de Jean II. Co-règne avec son mari Ferdinand V. |
| 13 |          | Ferdinand V  | 13 décembre 1474  | 26 novembre 1504  | Trastamare | Mari d'Isabelle Ire, co-règne avec elle. Il devient aussi roi d'Aragon en 1479 sous le nom de Ferdinand II. |
| 14 |          | Jeanne Ire   | 26 novembre 1504  | 11 avril 1555     | Trastamare | Fille de Ferdinand V et d'Isabelle Ire. Co-règne avec son mari Philippe Ier en 1506 puis avec son fils Charles Ier entre 1516 et 1555. |
| 15 |          | Philippe Ier | 12 juillet 1506   | 25 septembre 1506 | Habsbourg  | Mari de Jeanne Ire et co-règne avec elle. Premier souverain espagnol de la dynastie de Hasbourg. Il est aussi duc de Bourgogne. |
| 16 |          | Charles Ier  | 14 mars 1516      | 16 janvier 1556   | Habsbourg  | Fils de Philippe Ier et de Jeanne Ire. Il co-règne avec sa mère entre 1516 et 1555. Il est élu empereur du Saint-Empire romain germanique en 1519 sous le nom de Charles V (Charles Quint).                                                                  |
| 17 |          | Philippe II  | 16 janvier 1556   | 13 septembre 1598 | Habsbourg  | Fils de Charles Ier. Il est aussi roi du Portugal sous le nom Philippe Ier. |
| 18 |          | Philippe III | 13 septembre 1598 | 31 mars 1621      | Habsbourg  | Fils de Philippe II. Il est aussi roi du Portugal sous le nom Philippe II. |
| 19 |          | Philippe IV  | 31 mars 1621      | 17 septembre 1665 | Habsbourg  | Fils de Philippe III. Il est aussi roi du Portugal sous le nom Philippe III. |
| 20 |          | Charles II   | 17 septembre 1665 | 1er novembre 1700 | Habsbourg  | Fils de Philippe IV. Régence de Marie-Anne d'Autriche entre 1665 et 1675. Il nomme comme héritier Philippe de France. |
| 21 |          | Philippe V   | 16 novembre 1700  | 1716              | Bourbon    | Petit-fils de Louis XIV de France et arrière-petit-fils de Philippe IV d'Espagne. Premier souverain de la maison de Bourbon. Il réorganise le royaume d'Espagne à la suite des décrets de Nueva Planta en 1716, la couronne de Castille est alors supprimée. |

## Généalogie
- Pélage le Conquérant
  -  Favila
    - Ermesinde +  Alphonse Ier
      - Audesinde +  Silo
      -  Mauregat
      -  Fruela Ier
        -  Alphonse II

  - Fruela Pérez de Cantabrie
    -  Aurelio
    -  Bermude Ier
      -  Ramire Ier
        -  Ordoño Ier
          -  Alphonse III
            -  García Ier
            -  Fruela II
            -  Ordoño II
              -  Alphonse IV
                -  Ordoño IV

              -  Ramire II
                -  Sanche Ier
                  -  Ramire III

                -  Ordoño III
                  -  Bermude II
                    -  Alphonse V
                      -  Bermude III

        - Rodrigue de Castille
        - ?????? + Munio Núñez de Castille
          - Diego de Castille
            - Gutina de Castille
              - Gonzalo Fernández de Castille
                - Ferdinand González de Castille
                  - García Ier de Castille
                    - Sanche Ier de Castille
                      - García II de Castille
                      - Munia Mayor de Castille
                        -  Ferdinand Ier
                          -  Sanche II
                          -  García II
                          -  Alphonse VI
                            -  Urraque Ire
                              -  Alphonse VII
                                -  Ferdinand II
                                  -  Alphonse IX

                                -  Sanche III
                                  -  Alphonse VIII
                                    -  Henri Ier
                                    -  Bérengère Ire
                                      -  Ferdinand III
                                        -  Alphonse X
                                          -  Sanche IV
                                            -  Ferdinand IV
                                              -  Alphonse XI
                                                -  Pierre Ier
                                                -  Henri II
                                                  -  Jean Ier
                                                    -  Henri III
                                                      -  Jean II
                                                        -  Henri IV
                                                        -  Isabelle Ire +  Ferdinand V
                                                          -  Jeanne Ire +  Philippe Ier
                                                            -  Charles Ier
                                                              -  Philippe II
                                                                -  Philippe III
                                                                  -  Philippe IV
                                                                    -  Charles II
                                                                    - Marie-Thérèse d'Autriche
                                                                      - Louis de France
                                                                        -  Philippe V